# Lórom
A lórom, lósóska vagy egyszerűen sóska (Rumex) a szegfűvirágúak (Caryophyllales) rendjébe és a keserűfűfélék (Polygonaceae) családjába tartozó nemzetség.

## Fajok
A lista nem teljes.
- mezei sóska – Rumex acetosa
- juhsóska – Rumex acetosella
- havasi lórom – Rumex alpinus
- vízi lórom – Rumex aquaticus
- tömött lórom – Rumex confertus
- murvás lórom – Rumex conglomeratus
- bodros lórom, fodros lórom – Rumex crispus
- fogas lórom, töviskés lórom – Rumex dentatus
- tavi lórom – Rumex hydrolapathum
- Kerner-lórom – Rumex kerneri
- tengeri lórom – Rumex maritimus
- réti lórom – Rumex obtusifolius
- mocsári lórom – Rumex palustris
- paréjlórom – Rumex patientia
- sziki lórom – Rumex pseudonatronatus
- csinos lórom – Rumex pulcher
- erdei lórom, vérsóska – Rumex sanguineus
- francia lórom – Rumex scutatus
- keskenylevelű lórom – Rumex stenophyllus
- füles sóska – Rumex thyrsiflorus
- eres lórom – Rumex venosus